# Ademilson
Ademilson Braga Bispo Junior (Cubatão, São Paulo, 9 de enero de 1994), conocido deportivamente como Ademilson, es un futbolista brasileño que juega de delantero en el Operário Ferroviário E. C. del Campeonato Brasileño de Serie B.

## Trayectoria

### Clubes
| Club                           | País   | Año       |
| ------------------------------ | ------ | --------- |
| São Paulo F. C.                | Brasil | 2012-2016 |
| Yokohama F. Marinos (préstamo) | Japón  | 2015      |
| Gamba Osaka (préstamo)         | Japón  | 2016      |
| Gamba Osaka                    | Japón  | 2017-2020 |
| Wuhan Three Towns              | China  | 2021-2023 |
| F. C. Machida Zelvia           | Japón  | 2023      |
| Avaí F. C.                     | Brasil | 2024      |
| E. C. Água Santa               | Brasil | 2025      |
| Operário Ferroviário E. C.     | Brasil | 2025-     |

### Selección nacional
| Selección | País   | Año       |
| --------- | ------ | --------- |
| Sub-17    | Brasil | 2011      |
| Sub-20    | Brasil | 2012-2013 |
| Sub-23    | Brasil | 2014      |

## Palmarés

### Títulos nacionales
| Título             | Club              | País  | Año  |
| ------------------ | ----------------- | ----- | ---- |
| Superliga de China | Wuhan Three Towns | China | 2022 |

### Títulos internacionales
| Título                 | Club (*)                   | Sede            | Año  |
| ---------------------- | -------------------------- | --------------- | ---- |
| Copa 8 Naciones Sub-20 | Selección sub-20 de Brasil | Ciudad del Cabo | 2012 |
| Copa Sudamericana      | São Paulo F. C.            | São Paulo       | 2012 |

(*) Incluyendo la selección

### Distinciones individuales
| Distinción                                  | Año  |
| ------------------------------------------- | ---- |
| Jugador Excepcional del Año de la J. League | 2016 |